# Opius occidentalis
Opius occidentalis är en stekelart som beskrevs av Fischer 1963. Opius occidentalis ingår i släktet Opius och familjen bracksteklar. Inga underarter finns listade i Catalogue of Life.